# Euxestus phalacroides
Euxestus phalacroides is een keversoort uit de familie dwerghoutkevers (Cerylonidae). De wetenschappelijke naam van de soort werd in 1877 gepubliceerd door Thomas Vernon Wollaston.